# Frederik de Houtman
Frederick Pietersz. (de) Houtman (Gouda, 1571 - Alkmaar, 21 oktober 1627) was een Nederlander die samen met zijn broer Cornelis deelnam aan de Eerste Schipvaart, de eerste expeditie over zee vanuit Holland naar de Indische Archipel. Op zijn tweede reis naar de Oost werd hij meer dan twee jaar gevangen gehouden in het sultanaat Atjeh. Hij publiceerde het eerste woordenboek Nederlands-Maleis en Nederlands-Malagasi met een aanhangsel waarin voor het eerst in boekvorm de positie was vastgelegd van meer dan driehonderd sterren die alleen vanaf het zuidelijk halfrond te zien zijn. Hij had naar zijn zeggen die positie zelf in kaart gebracht op zijn eerste twee reizen naar Oost-Indië. De Houtman was gouverneur van Amboina, Raad van Indië en gouverneur van de hele Molukken. In 1619, tijdens zijn vierde en laatste tocht naar de Indische Archipel, ontdekte zijn vloot van twee schepen een eilandengroep voor de westkust van Australië die naar hem vernoemd werd en de naam Houtman Abrolhos kreeg.

## Familie
De Houtman was een zoon van de bierbrouwer en kapitein van de plaatselijke schutterij Pieter Cornelisz. Houtman, die in 1573 lid van de Goudse vroedschap werd. Hij is vernoemd naar zijn grootvader van moeders kant. Zijn moeder heette Agniesje Fredriksdr. De grootvader van vaders kant was een houthandelaar.
Frederik werd op 28 april 1590 als Frederick Pietersz van der Goude ingeschreven als poorter van Alkmaar, waar hij in de leer ging bij de houthandelaar Comelis Nanninxs.
De gereformeerde Frederik trouwde in hetzelfde jaar met Vrouwtje Cornelisdr Clock; de in 1566 geboren rooms-katholieke en vier jaar oudere dochter van zijn werkgever. Beiden bleven hun eigen geloof trouw.

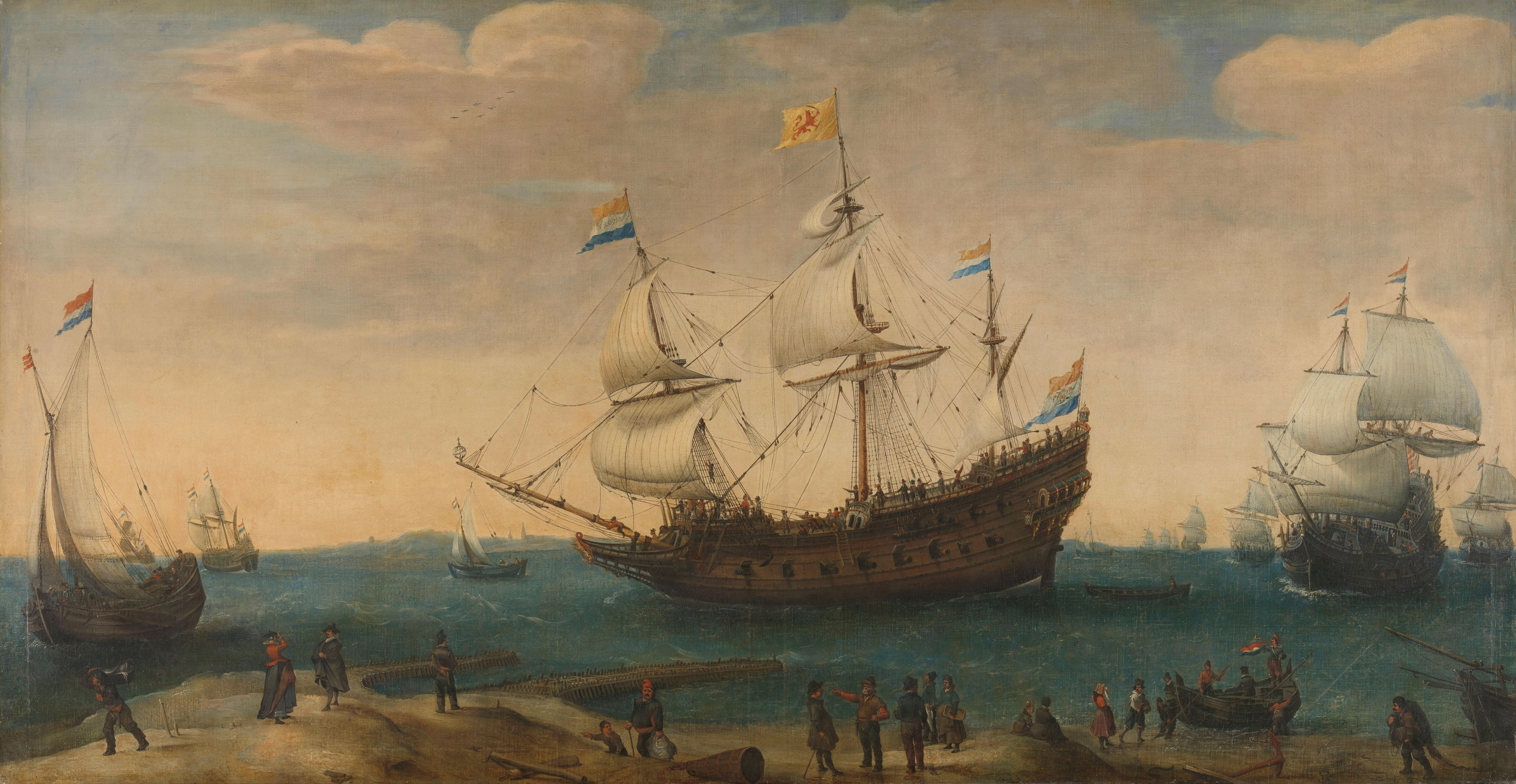
Het schip Mauritius. Detail uit een werk van Hendrik Cornelisz. Vroom (datering 1600-1630) (Rijksmuseum Amsterdam).

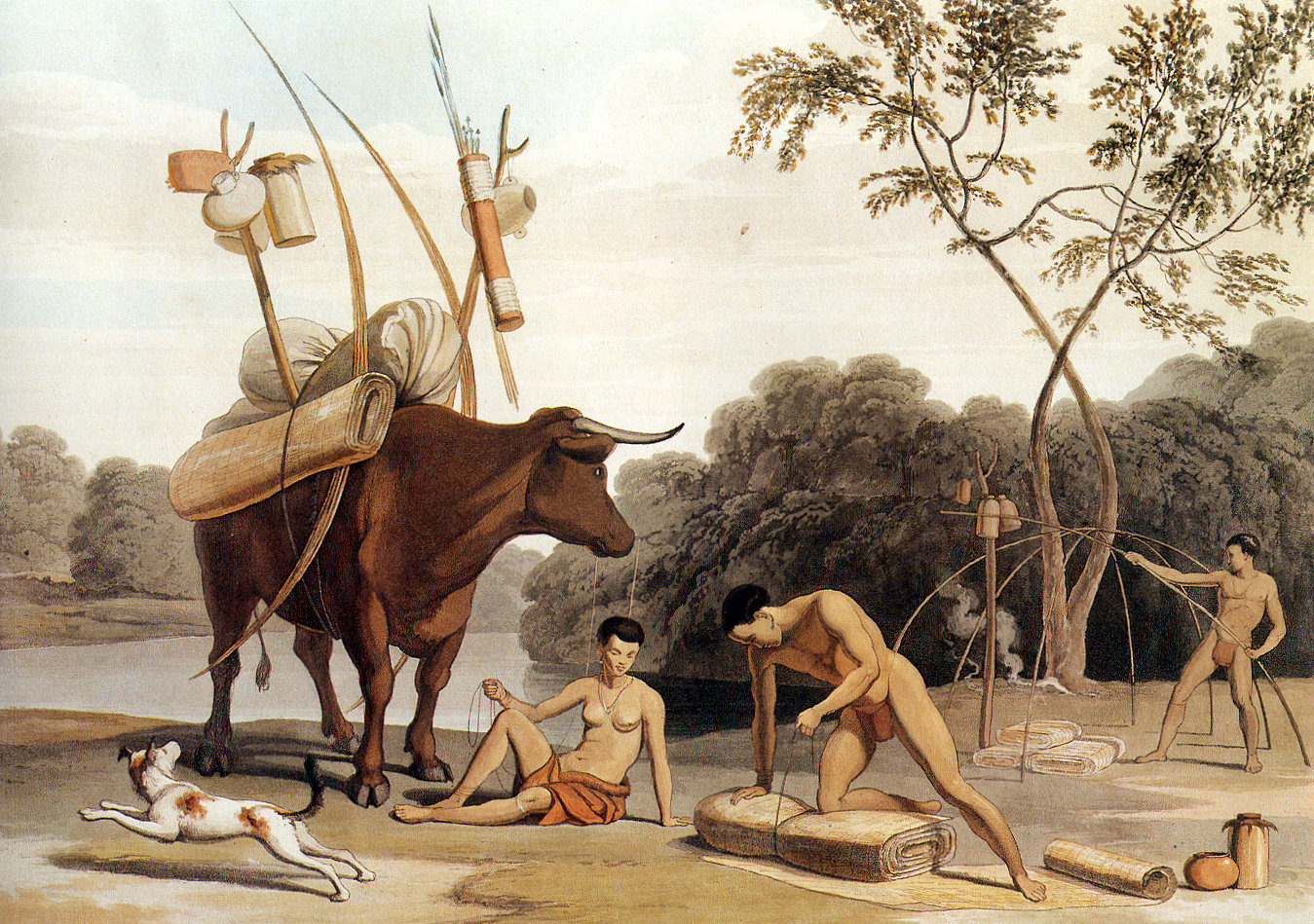
In Zuidelijk Afrika kwam de vloot van de Eerste Schipvaart de Khoikhoi tegen, die door de bemanning Hottentotten werd genoemd.

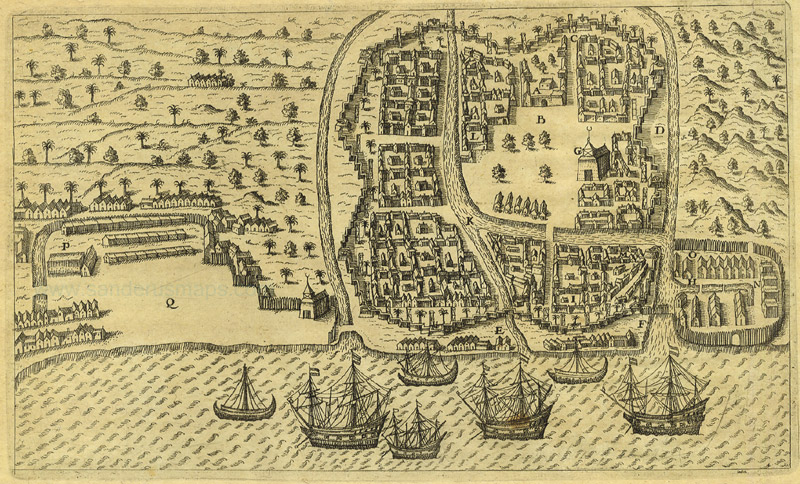
Bantam eind 16e, begin 17e eeuw, door Theodoor de Bry; gezien vanuit het noorden

In 1592 begaf Frederik zich met zijn broer Cornelis naar Lissabon om op verzoek van Amsterdamse kooplieden inlichtingen in te winnen over de Carreira da Índia, de vaart naar Oost-Indië. Een jaar later werd zijn broer in Lissabon gevangengenomen op verdenking van spionage en door Hollandse kooplieden vrijgekocht.

## Eerste Schipvaart
Zijn broer Cornelis was door de Compagnie van Verre aangesteld als opperkoopman op de eerste Hollandse zeereis naar Oost-Indië die bekend zou worden als de Eerste Schipvaart. Hij had zijn positie als zakelijk leider wellicht te danken aan Reinier Pauw, een van de belangrijkste bewindhebbers van de compagnie, met wie hij via zijn moeder verwant was. Frederik ging mee als vrijwilliger en had om die reden geen vastomlijnde functie. Hij zou zich echter zeer verdienstelijk maken door de positie van de schepen vast te leggen en naar eigen zeggen ook van talrijke sterren die alleen vanaf het zuidelijk halfrond te zien zijn.
Vier schepen vertrokken op 2 april 1595 van Texel met 249 bemanningsleden aan boord. Het hoofddoel was Bantam op de noordwestkust van Java, de grootste handelsplaats in Oost-Indië. De schepen volgden de routebeschrijving die Jan Huygen van Linschoten had opgetekend.
De reis was bar en boos, met fikse ruzies, bedreigingen, moorden op inlanders en bemanningsleden. Alleen al op het kleine eiland Nosy Maritsa op Madagaskar werden - voornamelijk vanwege scheurbuik - zeventig manschappen begraven. Bij schermutselingen met de eilandbewoners werden twee jongens gevangen genomen die daarna jarenlang in dienst bleven van de compagnie. Deze 'Lourens' en 'Madagascar' zouden beschouwd kunnen worden als eerste, en wellicht enige, Afrikanen die door Nederlanders tot slaaf werden gemaakt. Bij terugkomst in Holland in augustus 1597 waren nog 89 bemanningsleden in leven, inclusief twee die op Bali waren achtergebleven.
De reis die bijna 2,5 jaar had geduurd, was nauwelijks lonend. De aanhoudende vraag naar specerijen zorgde er wel voor dat binnen enkele weken bij de overheid talrijke verzoeken binnenkwamen voor nieuwe expedities naar Oost-Indië. Vele zouden volgen.

Het sultanaat Bantam.

## Tweede reis naar de Oost

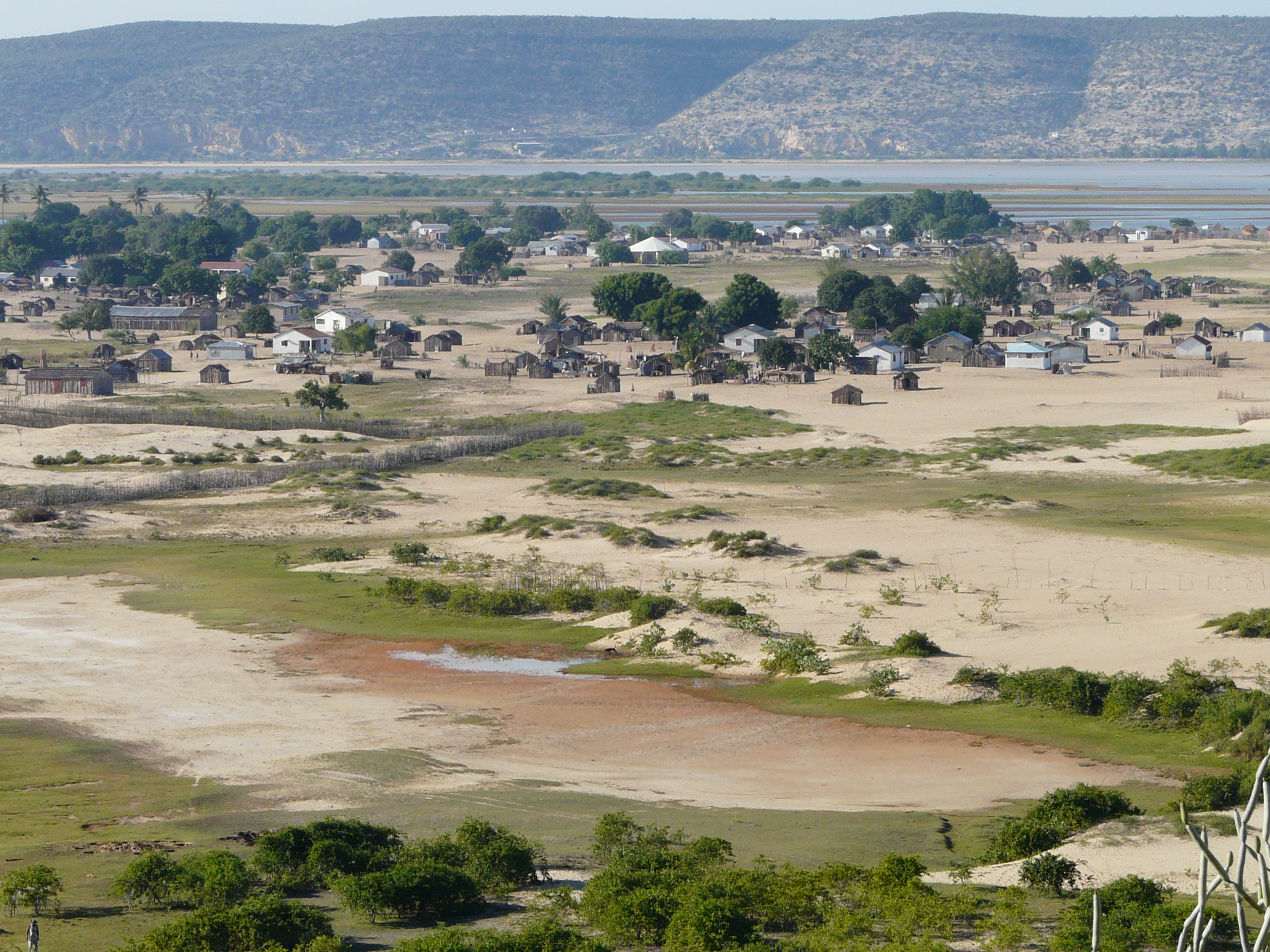
De baai Saint Augustine op Madagaskar waar de schepen onder de gebroeders De Houtman zowel in 1595 als in 1598 aan land gingen.

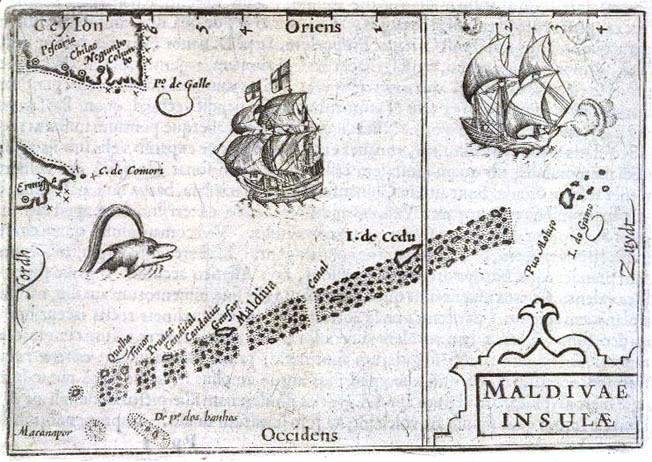
De Maladiven, illustratie uit 1602.

De broers vertrokken op 25 maart 1598 met twee schepen opnieuw naar Oost-Indië. Deze keer in opdracht van de Veersche Compagnie van Balthazar de Moucheron. Cornelis was kapitein op de Leeuw en Frederik op de Leeuwinne. Als opperkoopman voer Thomas Coymans mee. Vierde in rang was de koopman Guyon Lefort, en ook de als Engelse spion gekwalificeerde John Davis was van de partij als stuurman en navigator.
De schepen lagen twee weken voor Torbay en passeerden op 8 juli de evenaar. Nadat op 21 november bij de Saldanhabaai veertien Nederlanders waren gedood, zeilden ze op 7 december verder. Ze bezochten een maand later dezelfde baai bij Madagaskar als bij hun eerste reis in 1595, Saint Augustine. In juni waren de schepen op de Maldiven, voeren langs Kaap Comorin en arriveerden op Sumatra, waar een machtsstrijd gaande was. Op 3 juli ging Cornelis de Houtman aan land bij Kota Radja.
Op verzoek van sultan Alau'd-din Ri'ayat Shah werd besloten om in ruil voor de levering van een lading peper mee te helpen aan een gewapende aanval vanuit zee op het Maleise sultanaat Johor. De schepen zouden de Maleise vestingwerken beschieten en voor de Atjehers stukken zwaar geschut meenemen; binnen drie maanden zouden de schepen terug moeten zijn.
Het lukte de Hollanders echter niet van de gewone man peper te kopen. Er werd hen verteld dat daarvoor toestemming nodig was van de sultan. Deze had naar eigen zeggen de verkooponderhandelingen overgelaten aan de sjahbandar, de havenmeester, die op 10 september 1599 plotseling met de mededeling kwam dat de kostprijs bijna verdubbeld was. De volgende dag werd hij nog meer verhoogd. Desondanks bleven de Hollanders proberen zaken te doen.
Op 11 september 1599, de dag voor hun geplande vertrek naar Johor, werden eten en drinken aan boord gebracht waaraan een verdovend middel was toegediend. Ook talrijke soldaten kwamen aan boord. Cornelis en 28 anderen werden gedood, maar de overgebleven bemanning wist de inlanders van boord te verdrijven en weg te varen. Tientallen bemanningsleden die zich op dat moment aan land bevonden, waaronder Frederik de Houtman en Hans de Decker, werden gevangengenomen. Een deel werd gedood. De Leeuw en de Leeuwinne keerden onder Guyon Lefort terug naar Nederland.

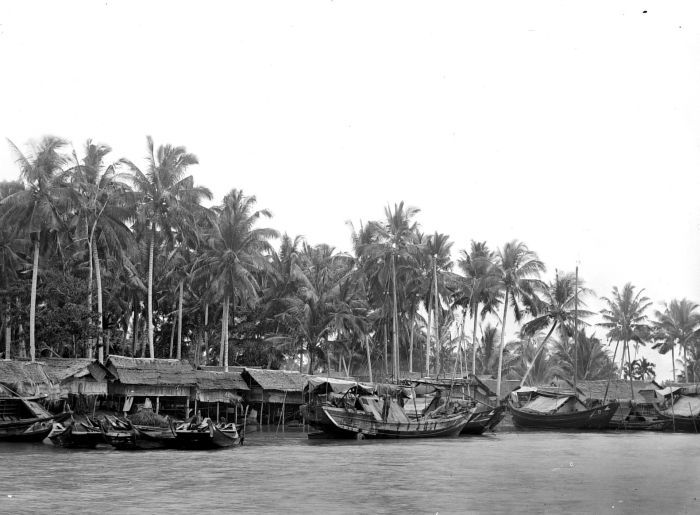
Boten voor de kust van Atjeh. (collectie Wereldmuseum Amsterdam)

De Houtman schrijft in zijn 'Cort Verhael', een verslag over de gebeurtenissen in Atjeh, dat de sultan hem verteld had dat hij alleen opdracht had gegeven om iedereen aan boord gevangen te nemen. De verantwoording voor de vele doden legde de sultan bij een van de vier havenmeesters. Op 19 september 1599, een islamitische feestdag, beloofde de sultan Frederik de Houtman een belangrijke positie als hij zou overgaan tot de Islam. Daarnaast bood hij hem een vrouw, slaven en goederen aan, plus de belofte hem vrij te laten als er nieuwe schepen kwamen. De Houtman antwoordde dat hij het Christelijke geloof trouw wilde blijven en al gehuwd was. Een aantal van zijn medegevangenen ging wel over tot de Islam.
De Houtman kreeg op 31 juli 1600 het bericht dat er uit Holland vier schepen waren aangekomen. Die stonden onder het bevel van Jacob Willekens. Daarop werden enkele Hollanders uit de groep van De Houtman naar het binnenland gebracht. Desondanks wisten twee van hen een briefje naar een van de boten te smokkelen. De schepen vertrokken daarop, zonder dat iemand aan land was geweest. De smokkel van het briefje werd ontdekt en de verantwoordelijken werden gestraft.
Twee Hollandse schepen kwamen op 25 november met admiraal Paulus van Caerden voor de kust aan. De Houtman en een aantal kompanen vluchtten in een prauw naar de boten en lieten de sultan weten ontsnapt te zijn. Die gaf schriftelijke toestemming om weg te blijven, maar trok die vlak daarna in en verlangde dat De Houtman terugkwam. De Houtman bood Van Caerden aan de volgende dag terug te gaan als hem dat zou uitkomen. Deze stemde toe omdat hij met de sultan handel wilde drijven en door hem gastvrij ontvangen wilde worden. Tegelijkertijd beloofde hij er alles aan te doen De Houtman op een andere manier vrij te krijgen.
Het lukte Van Caerden niet De Houtman vrij te kopen en nam een schip met zestig inlanders in beslag om een gevangenenruil af te dwingen, maar de sultan ging er niet op in. De inlanders werden daarop vrijgelaten en de Hollandse schepen voeren weg, met tien Hollanders die hadden weten te vluchten. Vervolgens plunderde Van Caerden enkele boten met bestemming Atjeh. De Houtman kreeg van de sultan als straf voor zijn ontsnapping een strop om zijn hals en weinig te eten.
De Houtman kreeg op 22 januari 1601 een nieuw verzoek zich te bekeren tot de Islam. Deze keer werd hij voor een Islamitische rechtbank gebracht. In zijn 'Cort Verhael' schrijft De Houtman dat de rechters hem in opdracht van de sultan vertelden dat hij gedood zou worden als hij zich niet bekeerde. Naar eigen zeggen werd hij vervolgens bedreigd met onthoofding, het afhakken van een hand, het levend in mootjes hakken, vermorzeling door een olifant, afgeschoten worden in een kanon en zouden bij hem baard- en snorharen zijn uitgetrokken, maar hij zou blijven weigeren zich te bekeren. Uiteindelijk werd hij door een smid in de boeien geslagen. De Houtman schrijft dat hij daarna heel weinig te eten kreeg en alleen door medegevangenen en bezoekers die hem voedsel gaven in leven bleef. Om weer in de gratie te komen van de sultan - in de hoop meer voedsel te krijgen, maakte hij een model van een buskruitmolen. De sultan besloot er een in het echt te laten maken en gaf hem toestemming dit proces te begeleiden, maar hij bleef naar eigen zeggen geboeid totdat acht maanden later Gerard le Roy en Laurens Bicker met een vloot van de Zeeuwse voorcompagnie bij Atjeh voor anker gingen.
Maurits van Nassau, de latere prins van Oranje, had de sultan gewapende ondersteuning toegezegd tegen al zijn vijanden, in de hoop Frederik de Houtman en de andere Hollanders vrij te krijgen. De sultan kreeg wapens, spiegels en geld. Ook werd hij financieel gecompenseerd voor de plundering door de vloot van Van Caerden eerder dat jaar.
Op 25 augustus 1601, na bijna 24 maanden gevangenschap, was De Houtman weer een vrij man. Op 29 november vertrok De Houtman naar het vaderland, waar hij op 6 juli 1602 aankwam.

## Spraeck ende woordboeck

Landen waar Maleis wordt gesproken als officiële taal, minderheidstaal of handelstaal

Tijdens zijn gevangenschap in Atjeh had De Houtman zijn kennis van het Maleis verbeterd. Terug in Holland publiceerde hij in 1603 een taalgids: Spraeck ende woordboeck inde Maleysche ende Madagaskarsche talen, met vele Arabische ende Turcsche woorden.
Het is het eerste taal- en woordenboek Nederlands-Maleis en Nederlands-Malagasi en bevat een twaalftal dialogen in het Maleis en drie in het Malagasi. Daarnaast staan er vier woordenlijsten in: Nederlands-Maleis met 2638 woorden, Nederlands-Malagasi (2505), Nederlands-Turks (1098) en Nederlands-Arabisch met 1096 woorden.
De woorden uit het Malagasi tekende hij naar eigen zeggen op uit de mond van een inlander uit Madagaskar die hij in de Baai van Antongil in 1596 aan boord had genomen, vier jaar bij hem gebleven was en daardoor al goed Nederlands sprak. De Turkse en Arabische woorden nam hij over van anderen die deze talen machtig waren, zonder dat De Houtman ze zelf sprak.
In de opgenomen dialogen wordt onder andere beschreven hoe peper gekocht kon worden en kooplieden zich moesten opstellen tegenover een sultan. De Houtman baseerde zich bij vier van de twaalf dialogen op de Vocabulare, een populair Frans-Nederlands taalgidsje voor kooplieden uit 1527, van de Antwerpse schoolmeester Noël van Berlaimont.
Ruim negentig woorden die als Maleis werden afgedrukt, zijn in werkelijkheid Atjehse woorden of Atjèhtismen. Daarnaast bevat het boek diverse zinnen met een Nederlandse zinsopbouw die letterlijk vertaald zijn en om die reden niet in overstemming zijn met het Maleis. Desondanks kwam het boek van pas op Madagaskar en in de Indische archipel. Er bestaan nog ongeveer een half dozijn exemplaren van.

## Sterren zuidelijk halfrond

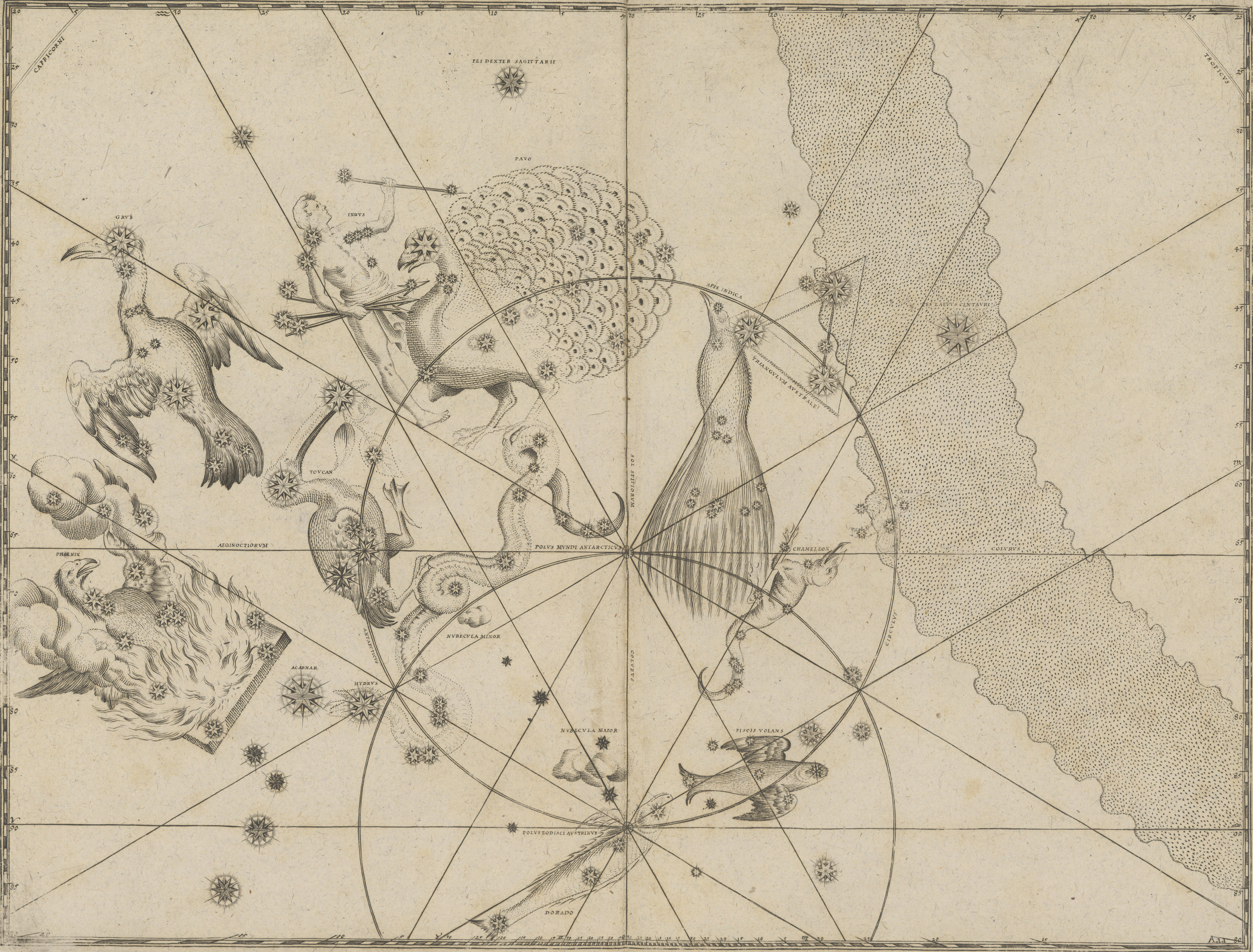
Kaart van Johannes Bayer met de zuidelijke sterrenhemel. (History of Science Department van de University of Oklahoma)

De Houtman had veel belangstelling voor astronomie en was ooit een leerling van Adriaan Metius. Het praktische taalgidsje bevat een appendix met 304 sterren die alleen vanaf het zuidelijk halfrond te zien zijn. Op een ster na was de positie aangegeven. Het was de eerste keer dat de positie van deze sterren in boekvorm was uitgegeven.
De Houtman schrijft in zijn woordenboek met appendix dat hij de positie van een deel van de sterren heeft vastgelegd op zijn eerste reis naar Oost-Indië en de rest heeft toegevoegd op zijn tweede reis tijdens zijn verblijf op Sumatra en daar de berekeningen van zijn eerste zeereis heeft aangepast.
Van deze sterren waren er 135 bekend van Pieter Keyser die tijdens de Eerste Schipvaart was overleden en vermoedelijk door De Houtman was geassisteerd. Een ander deel (107 sterren) was bekend bij Claudius Ptolemaeus. Het is onbekend of de andere (61, een vijfde deel) voor het eerst door De Houtman zijn vermeld of ook door Keyser zijn vastgelegd, aangezien de oorspronkelijke aantekeningen van Keyser verloren zijn gegaan. Wel is duidelijk dat de positie van de sterren uit de lijst van De Houtman veelal afwijken van die van Keyser, waardoor aangenomen wordt dat alle berekeningen door De Houtman zelf gemaakt zijn.
De sterren van Keyser en Houtman die nog niet in sterrenbeelden waren ingedeeld, werden door Petrus Plancius ingedeeld in twaalf sterrenbeelden met veelal namen van dieren en een bevolkingsgroep die zij op het zuidelijk halfrond waren tegengekomen. Deze hemellichamen (met tussen haakjes de huidige Nederlandse namen en het door De Houtman vastgelegde aantal sterren) zijn: Den voghel Fenicx (Phoenix) (13), De Waterslang (Kleine Waterslang) (15), Den Dorado (Goudvis) (4), De Vlieghe (Vlieg) (4), De vlieghende Visch (Vliegende Vis) (5), Het Chameljoen (Kameleon) (9), Den Zuyder Trianghel (Zuiderdriehoek) (4), De Paradijs Voghel (Paradijsvogel) (9), De Pauw (Pauw) (19), De Indiaen (Indiaan) (11), Den Reygher (Kraanvogel) (12) en Den Indiaenschen Exster, op Indies Lang ghenaemt (Toekan) (6).
De andere sterren van De Houtman bevinden zich in sterrenbeelden die toen al van naam bekend waren (met tussen haakjes de huidige Nederlandse namen en het door De Houtman vastgelegde aantal sterren): De Duyve met den Olijftack (Duif) (11), De Zuyder Kroon (Zuiderkroon) (16), Het Zuyder Eynde van de Nyli (zuidelijk deel van Eridanus) (7), Argo Navis, het Schip (Schip Argo) (56), Centaurus (Centaur) (48), De Cruzero (Zuiderkruis) (5), Lupus, den Wolf (Wolf) (29), Het Outaer (Altaar) (12) en De steert van Scorpio (onderdeel van sterrenbeeld Schorpioen) (9). De enige vermelde ster waarvan de positie niet werd vastgelegd, bevindt zich in de staart van de Schorpioen.
Alle 303 door De Houtman geregistreerde sterren werden door Willem Jansz. Blaeu in hetzelfde jaar als de uitgave van het boek gebruikt bij de vervaardiging van zijn hemelglobe, die eerder op de markt werd gebracht dan het boek. Ook de Duitse astronoom Johannes Bayer nam in zijn sterrenatlas Uranometria uit 1603 sterrenbeelden van Plancius over. De hemellichamen waren erg belangrijk voor de navigatie en het bepalen van de positie van de schepen.

## Opnieuw naar de Oost
In december 1603 voer De Houtman opnieuw naar Oost-Indië in een vloot van twaalf schepen onder leiding van de admiraal Steven van der Hagen. Hij voer mee als opperkoopman op het schip 'Amsterdam'. Zijn salaris bedroeg tachtig gulden per maand. Het was de eerste vloot van de Vereenigde Oostindische Compagnie en in feite meer een oorlogs- dan een handelsexpeditie. Een van de belangrijkste opdrachten was om de Spanjaarden en de Portugezen zo veel mogelijk schade toe te brengen. De scheepsruimen bevatten dan ook meer wapens en munitie dan ruilgoederen. Op 30 mei 1604 kwam Kaap de Goede Hoop in zicht. Vervolgens werd een Portugees schip gekaapt, beladen met ivoor. Op 21 september kwamen de schepen in Goa aan; een maand later in Calicut. Ze voeren vervolgens via Pegu en Bantam naar de Molukken.

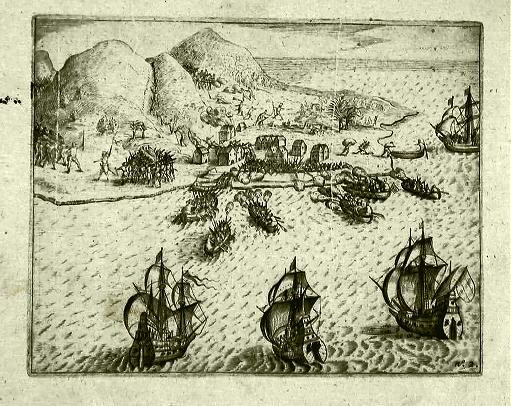
De aanval van de Hollanders en de Hitoe op de Portugezen op Ambon in 1605. Isaac Commelin (1645)

Van der Hagen voer op 23 februari 1605 de baai van Hitoe binnen en nam twee dagen later zonder slag of stoot het fort en de overige Portugese bezittingen in het gebied over, het eerste territoriale bezit van de VOC in Zuidoost-Azië.

### Gouverneur Amboina
De Houtman werd op 1 maart 1605 door Van der Hagen benoemd tot eerste gouverneur van Amboina met de opdracht de inlandse hoofden te onderwerpen. De admiraal had de bevolking godsdienstvrijheid beloofd, maar na zijn vertrek vernielden de Hollanders alle "paapse" beelden. De Houtman zou daar niet kordaat tegen hebben opgetreden. De orde werd pas hersteld toen Van der Hagen in augustus terugkwam.
Enkele maanden na zijn aanstelling stuurde De Houtman alle Portugezen weg. Hij voerde het gebruik in om de buitengebieden te bezoeken, desnoods met oorlogsschepen om de bevolking weer in het gareel te krijgen. Op die tochten werd nagegaan of de eilanden zich hielden aan het door de VOC ingestelde specerijenmonopolie. Er werden rechtszittingen gehouden en buitenlandse handelaren werden weggejaagd.
De Houtman vertaalde naar het Maleis de kindercatechismus Cort Begrijp van Filips van Marnix van Sint-Aldegonde, enkele eenvoudig te leren gebeden die de inlandse kinderen kregen onderwezen op de door hem geopende scholen, evenals preken, met de bedoeling het aantrekkelijker te maken een inlandse met enige kennis van het christendom te trouwen en zo een nageslacht te creëren dat beter bestand was tegen het klimaat, ziekten en beide talen sprak. De Houtman bleef landvoogd tot en met 18 februari 1611. Op weg naar Holland nam hij enkele jonge Ambonezen mee om ze op te laten leiden tot schoolmeester; zonen van dorpshoofden zouden kunnen worden opgeleid tot predikant. 
In 1617 liet hij een schilderij maken van een kaart van Amboina, toegeschreven aan David de Meyne, met een afbeelding van hemzelf in een cartouche. De Houtman schonk het aan het Oost-Indisch Huis. Toen Van der Hagen daarvan lucht kreeg, verlangde hij dat het schilderij vervangen werd. Van der Hagen werd daarop beschuldigd van katholieke sympathieën, maar kreeg gedaan dat de bijbehorende tekst van zijn calvinistische lading werd ontdaan.

### Vroedschap en schepen

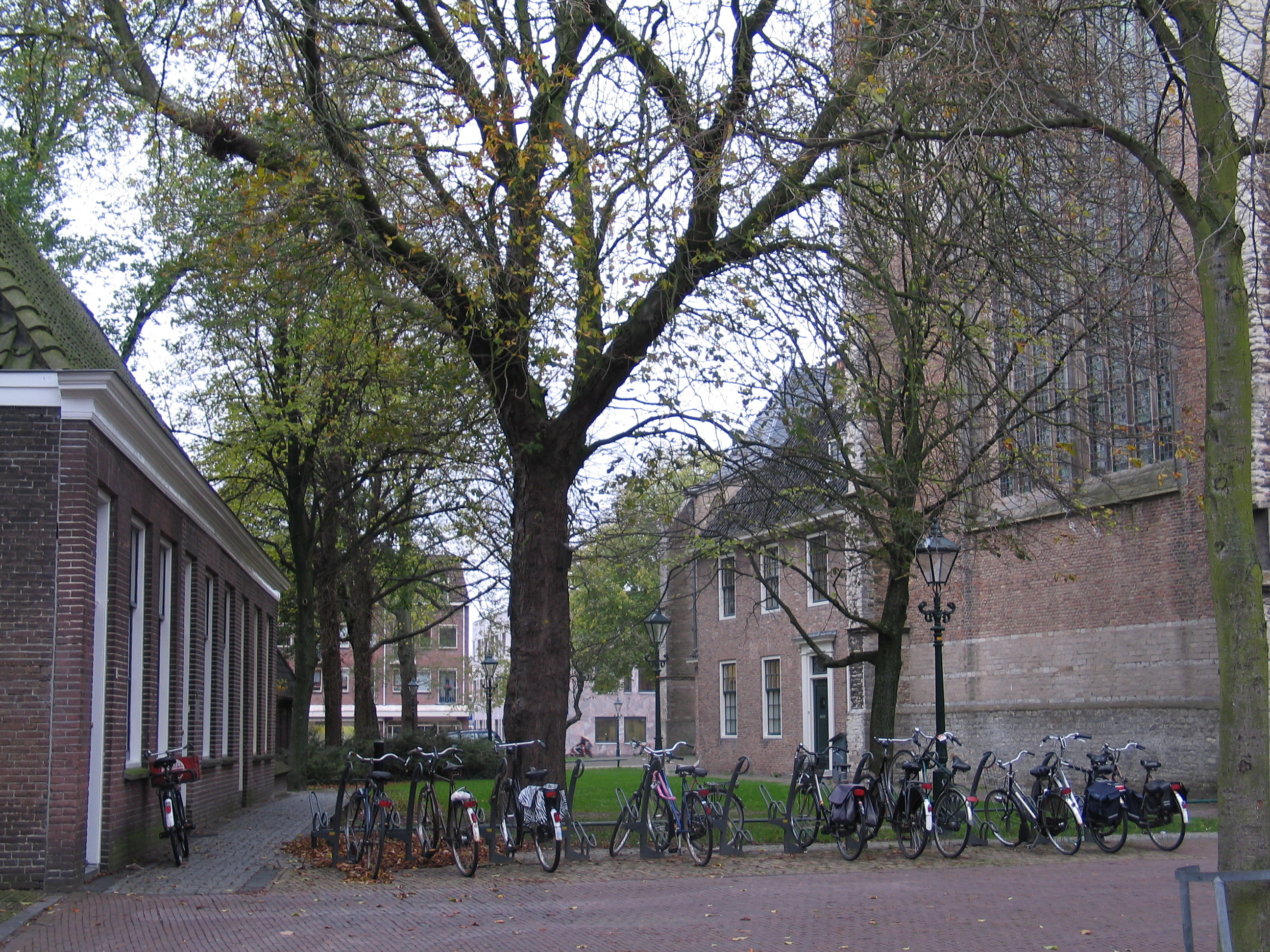
Huisjes in de Koorstraat in Alkmaar aan het voormalige kerkhof.

Vanaf 8 december 1614 maakte Frederik de Houtman deel uit van de vroedschap in Alkmaar. Op 11 oktober 1618 werd hij herbenoemd door prins Maurits. In de perioden 1614-1615, 1617-1619 en 1625-1626 was hij schepen en als kapitein actief in de schutterij. Frederik behoorde tot de contraremonstranten en was een voorstander van de hervatting van de oorlog met Spanje en Portugal. Hij kocht in 1613 en 1614 twee huizen in de Kerk- en Koorstraat, met aan de achterkant uitzicht op het kerkhof van de Sint Laurenskerk. De Houtman had in de Bergermeer grond gekocht, evenals aan de Wieringerwaard waar hij benoemd werd tot hoofdingeland. Zijn echtgenote was tussen 1619 en 1623, tijdens zijn laatste reis naar de Oost, regentes van het Sint-Elisabethgasthuis in Alkmaar. Het echtpaar had zover bekend geen kinderen; zijn weduwe liet na haar dood in 1650 alle bezittingen na aan neven en nichten met de bepaling dat er niets naar Oost-Indië mocht gaan.

### Houtman Abrolhos

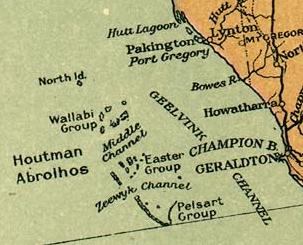
De Houtman Abrolhos op een kaart uit 1916.

Op 28 december 1618 ging hij opnieuw naar de Oost aan boord van de Maeght van Dordrecht. De Houtman bekleedde de positie van commandeur en had de leiding over zes schepen. Aan de Kaap de Goede Hoop ontmoette hij Jacob Dedel  uit Delft met vijf schepen. Gezamenlijk voeren ze verder.
In 1617 had de VOC de zuidelijke route van Hendrik Brouwer verplicht gesteld. Dit hield in dat de elf schepen vanaf de Kaap op 33° ZB naar het oosten voeren, waar geen windstilte heerste. Daar het vaststellen van de lengtegraad destijds vrijwel onmogelijk was, voeren sommige schepen te ver door en landden de zeevaarders soms voor de kust van Australië of leden er in de buurt schipbreuk.
Op 19 juli 1619 kreeg de vloot zicht op de westkust van Australië. Door het slechte weer kon niet aan land worden gegaan. Terecht merkte De Houtman op dat het moest gaan om het Zuytland Beach, een groot stuk land onder de Indische archipel en weergegeven op kaarten van Abraham Ortelius en Plancius en in de boeken van Van Linschoten. Het werd Dedelsland genoemd, naar Jacob Dedel. Tien dagen later ontdekte de vloot een nieuwe eilandengroep, meer naar het noorden. Deze 122 eilanden en koraalriffen kregen de naam Houtman Abrolhos en liggen ongeveer tachtig kilometer ten westen van Geraldton.

### Bontekoe
Tijdens een expeditie in Straat Soenda ontdekte De Houtman een sloep met 56 schipbreukelingen onder leiding van Willem IJsbrantsz. Bontekoe. Deze was schipper van de Nieuw-Hoorn, een schip beladen met buskruit en klinkende munt dat midden in open zee ontploft was. De Houtman verdeelde de bemanning over zijn schepen en stuurde Bontekoe en de koopman Heyn Rol naar Batavia. In 1620 voer De Houtman met Bontekoe van Ambon langs alle forten op de Molukken om vlees, spek, rijst, olie en azijn af te leveren.

### Gouverneur Molukken
Op 7 juni 1621 werd hij benoemd tot lid van de Raad van Indië voor een salaris van 400 gulden per maand. Op 11 juli 1621 werd hij gouverneur voor de hele Molukken te Ternate. Hij kreeg er onder andere te maken met de jaarlijkse inspecties, een voortzetting van de tochten die hij in Amboina begonnen was. In acht tot tien weken tijd bezocht hij met een schip, begeleid door Ternataanse oorlogsprauwen, diverse bewoonde eilanden van de Molukken om te controleren of het VOC-specerijenmonopolie werd nagekomen.
Hij bleef in de Molukken tot en met 25 februari 1623. Op de Banda-eilanden waren grote problemen ontstaan met de Engelse, Portugese en Chinese handelaren die allemaal geweerd werden. De Engelse kooplieden waren inmiddels hun grootste concurrent en belangrijker dan de Spanjaarden ooit in dit gebied waren geweest. Maar er was ook een groot tekort aan arbeidskrachten, zodat men besloot slaven aan te voeren vanuit India en Madagaskar. Op 30 januari 1624 keerde hij met het schip Leyden vanuit Batavia met de retourvloot terug naar Holland. Op 16 november van dat jaar kwam het schip in Zeeland aan.

### Verzoek jaartoelage
In maart 1626 diende hij bij de Staten-Generaal een verzoek in, mede-ondertekend door stadhouder prins Maurits, voor een jaarlijkse toelage voor zijn bewezen diensten voor de vaart naar de Oost. Als argument voerde hij onder andere aan dat hij met zijn broer in Lissabon tegen grote onkosten informatie had ingewonnen over de zeeroute naar de Oost. In ruil daarvoor wilde hij vertellen waar een nog niet bezocht land lag van meer dan honderd lengtegraden breed dat de inlanders als schatrijk bestempelden. Het verzoek werd niet ingewilligd, maar met een positieve aanbeveling is hij doorgestuurd naar de bewindhebbers van de VOC. Anderhalf jaar later stierf De Houtman.

## Grafschrift
De Houtman ligt begraven in de Sint-Laurenskerk van Alkmaar. Het grafschrift, dat deels is uitgesleten, vermeldt: 'Hier laeyt begraeven Freederick Pietersoon Hovtman, in syn leven geweest gouverneur van Amboina mede eerste raet van OostIndien ende raet mitsgaders schepen deser stede Alcmaer ooverleyt den 21 der maendt october 1627'. Het midden van de grafsteen toont een medaillon met de afbeelding van een pronkende pauw en de tekst: 'Dit is het wapen van Frederick Pietersoon Hovtman'.

## Stukken Nationaal Archief
In het Nationaal Archief te Den Haag bevindt zich het volgende over Frederik de Houtman:
- Originele missive door Jacques l'Hermite, Frederick de Houtman en andere uijt 't schip Middelburch aen d'Ed. heeren bewinthebberen der generale Oostindische Comp. tot Amsterdam, in dato 15 Junij 1612. Bron: Inventaris van het archief van de Verenigde Oostindische Compagnie (VOC) 1602-1811, toegangsnummer 1.04.02, inventarisnummer 1053, (katern: Bantam 4, pagina's 51-53).
- Originele missive van Frederick Houtman uijt 't schip Nieuw Bantam leggende onder Poelopenjang omtrent Bantam aen de camer Amsterdam in dato 30 Januarij 1620. Bron: Inventaris van het archief van de Verenigde Oostindische Compagnie (VOC) 1602-1811, toegangsnummer 1.04.02, inventarisnummer 1070, (katern: Bantam, pagina's 436-439).
- Missiven van Paulus van Caerden aan Frederik de Houtman, gouverneur van Ambon, 1608 maart 18 en 20, en van De Houtman aan Van Caerden 1608 mrt. 19, 2 stukken. Bron: Inventaris van het archief van de Verenigde Oostindische Compagnie (VOC) 1602-1811, toegangsnummer 1.04.02, inventarisnummer 485.
- Missive van de brede raad van de vloot onder bevel van Paulus van Caerden aan Frederik de Houtman, gouverneur van Ambon. Kopie 1608 dec. 27. Bron: Inventaris van het archief van de Verenigde Oostindische Compagnie (VOC) 1602-1811, toegangsnummer 1.04.02, inventarisnummer 503.